# František Máka
František Máka (* 27. September 1968 in Jičín) ist ein ehemaliger tschechischer (bis 1992 tschechoslowakischer) Nordischer Kombinierer.

## Werdegang
Máka, der für ASS Dukla Liberec startete, nahm bereits 1986 an den Jugendwettkämpfen der Freundschaft in Harrachov teil und belegte dabei in der Nordischen Kombination den dritten Platz hinter Thomas Abratis und dem Sowjeten Nezanow. Bei den Nordischen Junioren-Skiweltmeisterschaften 1988 in Saalfelden belegte Máka den 27. Platz im Gundersen Einzel, ehe er gemeinsam mit Radomír Skopek und Michal Pustějovský Silber in der 3 × 10-km-Staffel gewann. Am 16. Dezember 1989 debütierte Máka im schweizerischen St. Moritz im Weltcup, erreichte allerdings nur den 33. Platz und blieb so punktlos. Erst am 10. Februar 1990 gelangen ihm in Kawgolowo seine ersten Punktgewinne, als er zeitgleich als Achter erstmals unter die besten Zehn lief. Zwei Tage später erreichte er als Dritter im Teamsprint in Moskau gemeinsam mit Miroslav Kopal zum ersten Mal das Podest. Dieses verpasste er bei der nächsten Station in Štrbské Pleso mit dem vierten Rang im Einzel nur knapp. Im weiteren Saisonverlauf erfolgten keine weiteren Platzierungen in den Punkterängen mehr. Bei den tschechoslowakischen Meisterschaften in Štrbské Pleso 1990 wurde Máka Zweiter im Einzel, gewann jedoch im Teamwettbewerb für Dukla Liberec den Meistertitel. Ein Jahr später in Liberec reichte es sowohl im Einzel als auch im Teamsprint nur zu Bronze. Im Mittelpunkt der Saison standen allerdings die nordischen Skiweltmeisterschaften 1991 im Val di Fiemme, wo Máka mit starken Leistungen auf sich aufmerksam machen konnte. So belegte er im Gundersen Einzel den sechsten sowie mit dem Team den siebten Rang. Rund einen Monat später gewann er in Szczyrk seinen ersten Wettbewerb im zweitklassigen B-Weltcup. Den Winter schloss er auf dem vierten Rang der B-Weltcup-Gesamtwertung sowie auf Platz 17 der Weltcup-Gesamtwertung ab.
In der Saison 1991/92 erreichte Máka fünfmal die Punkteränge im Weltcup, wobei er sein bestes Ergebnis als Siebter in Schonach erzielte. Am 15. Januar 1992 belegte er zudem beim Teamsprint in Reit im Winkl gemeinsam mit Milan Kučera den dritten Rang hinter dem österreichischen Duo um Klaus Sulzenbacher und Klaus Ofner sowie den Esten Allar Levandi und Ago Markvardt. Wenige Wochen später wurde Máka tschechoslowakischer Meister. Bei den Olympischen Winterspielen 1992 in Albertville belegte er den 15. Platz im Einzel sowie Rang sechs in der Staffel mit Josef Kovařík und Milan Kučera. Im darauffolgenden Winter erreichte er nur zum Saisonauftakt in Vuokatti die Punkteränge, konnte allerdings gemeinsam mit Milan Kučera und Radomír Skopek mit dem dritten Platz beim Posamentenpokal in Reit im Winkl erneut das Podium in der Staffel erreichen. Bei den nordischen Skiweltmeisterschaften 1993 in Falun lag Máka nach dem Sprungdurchgang auf Rang 20, doch konnte er sich mit der fünftbesten Laufleistung noch auf den neunten Platz verbessern. Darüber hinaus belegte er gemeinsam mit Milan Kučera und Miroslav Kopal den fünften Rang mit dem Team. Im Winter 1994 nahm Máka an den Olympischen Winterspielen 1994 in Lillehammer teil, wo er mit dem 18. Rang im Einzel in etwa die Leistung zeigte, die er auch in der Weltcup-Saison abrufen konnte. Beim Staffelwettbewerb wenige Tage später belegte er zusammen mit Milan Kučera und Zbyněk Pánek den fünften Platz. Die nordischen Skiweltmeisterschaften 1995 in Thunder Bay stellten sich als seine schwächste heraus, da er das erste und einzige Mal die besten Zehn im Einzel verpasste und sich stattdessen auf dem 26. Platz einreihte. Auch mit dem Team blieb er als Siebter hinter der Spitze zurück. Nachdem er in den folgenden Jahren vorrangig im zweitklassigen B-Weltcup startete und dabei am 10. März 1996 in Wisła und Szczyrk seinen zweiten Sieg feiern konnte, trat Máka 1997 in Trondheim zum vierten Mal bei nordischen Skiweltmeisterschaften an. Mit dem neunten Platz im Gundersen Einzel präsentierte er sich in überraschend starker Form und war so erneut Teil des tschechischen Teams, mit dem er Vierter wurde. Nach den Weltmeisterschaften trat Máka international nicht mehr in Erscheinung.

## Statistik

### Platzierungen bei Olympischen Winterspielen
| Jahr und Ort     | Wettbewerb | Wettbewerb | Wettbewerb |
| Jahr und Ort     | Gundersen  | Team       |            |
| ---------------- | ---------- | ---------- | ---------- |
| 1992 Albertville | 15.        | 06.        |            |
| 1994 Lillehammer | 18.        | 05.        |            |

### Platzierungen bei Weltmeisterschaften
| Jahr und Ort       | Wettbewerb | Wettbewerb | Wettbewerb |
| Jahr und Ort       | Gundersen  | Team       |            |
| ------------------ | ---------- | ---------- | ---------- |
| 1991 Val di Fiemme | 06.        | 07.        |            |
| 1993 Falun         | 09.        | 05.        |            |
| 1995 Thunder Bay   | 26.        | 07.        |            |
| 1997 Trondheim     | 09.        | 04.        |            |

### Weltcup-Platzierungen
| Saison  | Platz | Punkte |
| ------- | ----- | ------ |
| 1989/90 | 17.   | 020    |
| 1990/91 | 17.   | 020    |
| 1991/92 | 09.   | 035    |
| 1992/93 | 25.   | 008    |
| 1993/94 | 18.   | 232    |
| 1994/95 | 42.   | 146    |

### B-Weltcup-Platzierungen
| Saison  | Platz | Punkte |
| ------- | ----- | ------ |
| 1990/91 | 04.   | 044    |
| 1995/96 | 18.   | 067    |
| 1996/97 | 13.   | 101    |